# Luftwellengleiten

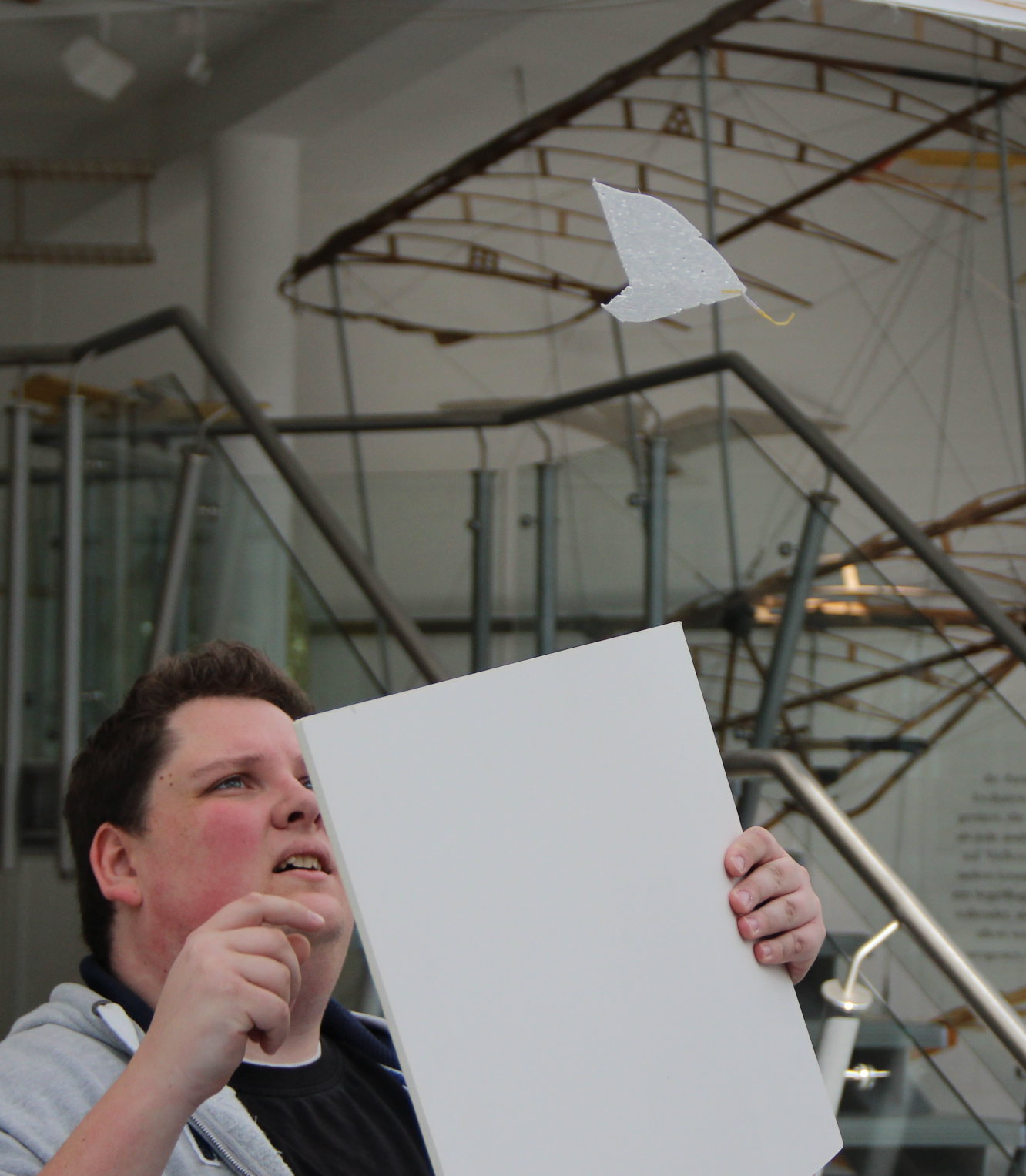
Demonstration eines Gleiters auf der Luftwelle in der Ausstellung des Otto-Lilienthal-Museums

Luftwellengleiten, im Englischen auch Walk along gliding (etwa „Fliegen durch Nebenherlaufen“), ist eine Modellflugtechnik, bei der der Auftrieb durch das Mitlaufen des Piloten erzeugt wird. Dabei werden sehr leichte Gleitflugzeuge im Flug einer aufwärts gerichteten Strömung ausgesetzt, die der mitlaufende Pilot durch eine schräg gestellte Fläche erzeugt. Spektakuläre Bilder entstehen, wenn der Pilot das Modell ausschließlich über die an seinem Körper entstehende Luftwelle durch den Raum führt. Die Technik entspricht dem im Luftsport genutzten Hangwind beim Segelfliegen. Die Technik ist besonders als Hallenfliegen geeignet.

## Geschichte
Die Technik wurde bereits 1950 als Spielzeug patentiert. Nachahmer fand die Methode dadurch, dass sich entsprechende Gleiter aus extrem leichten Werkstoffen (Polystyrol) mit sehr geringem Aufwand herstellen lassen und sich für den Modellflieger sehr schnell spektakuläre Erfolge einstellen, die über Internet-Videoportale Verbreitung fanden.